# 赞字乡
赞字乡，是中华人民共和国吉林省松原市乾安县下辖的一个乡镇级行政单位。

## 行政区划
赞字乡下辖以下地区：
赞字村、竞字村、父字村、敢字村、羔字村、景字村、前洁村、洁字村、后鸣村、鸣字村、女字村、岂字村、墨字村、大率村、小率村和鞠字村。